# Le Monteil (Cantal)
Le Monteil (okzitanisch gleichlautend) ist eine französische Gemeinde mit 269 Einwohnern (Stand: 1. Januar 2022) im Département Cantal in der Region Auvergne-Rhône-Alpes; sie gehört zum Arrondissement Mauriac und zum Kanton Ydes. Die Einwohner werden Montellois genannt.

## Geographie
Le Monteil liegt in den nordwestlichen Ausläufern des Monts-du-Cantal-Massivs, etwa 41 Kilometer nördlich von Aurillac. Umgeben wird Le Monteil von den Nachbargemeinden Saignes im Nordwesten und Norden, Vebret im Norden, La Monselie im Nordosten, Menet im Osten, Trizac im Südosten und Süden, Auzers im Süden und Südwesten sowie Sauvat im Westen.

## Bevölkerungsentwicklung
| Jahr                       | 1962 | 1968 | 1975 | 1982 | 1990 | 1999 | 2008 | 2019 |
| Einwohner                  | 606  | 539  | 421  | 378  | 301  | 274  | 261  | 286  |
| Quellen: Cassini und INSEE |      |      |      |      |      |      |      |      |

## Sehenswürdigkeiten

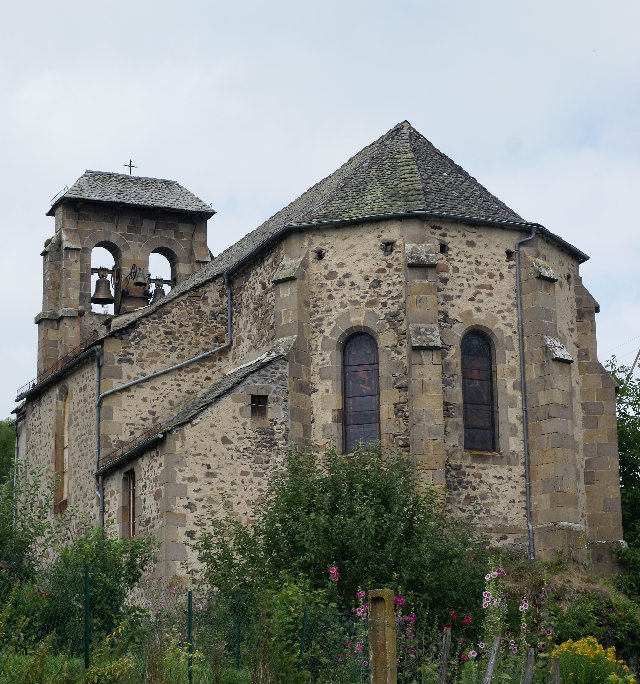
Kirche Saint-Jean-Baptiste

- Oppidum Marlhiacum
- Kirche Saint-Jean-Baptiste